# Division Nationale (1934/1935)
FC Sochaux Montbéliard wygrało sezon 1934/35 Division 1 z 48 punktami. 

## Kluby występujące w sezonie 1934/35
| - Olympique Alès - FC Antibes - AS Cannes - SC Fives - Olympique Lillois - Olympique Marsylia - SO Montpellier - FC Mulhouse |  | - SC Nîmes - RC Paris - Red Star Olympique - Stade Rennais - Excelsior Roubaix - FC Sète - FC Sochaux Montbéliard - RC Strasbourg |

## Tabela końcowa
| Miejsce | Klub                   | Pkt | M  | Z  | R  | P  | G+ | G- | +/- |  | Komentarz                 |
| ------- | ---------------------- | --- | -- | -- | -- | -- | -- | -- | --- |  | ------------------------- |
| 1       | FC Sochaux Montbéliard | 48  | 30 | 22 | 4  | 4  | 94 | 36 | +58 |  | Mistrz Francji            |
| 2       | RC Strasbourg          | 47  | 30 | 21 | 5  | 4  | 73 | 33 | +40 |  |                           |
| 3       | RC Paris               | 37  | 30 | 16 | 5  | 9  | 77 | 57 | +20 |  |                           |
| 4       | FC Sète                | 36  | 30 | 13 | 10 | 7  | 52 | 45 | +7  |  |                           |
| 5       | AS Cannes              | 33  | 30 | 14 | 5  | 11 | 62 | 48 | +14 |  |                           |
| 6       | FC Mulhouse            | 33  | 30 | 14 | 5  | 11 | 66 | 67 | -1  |  |                           |
| 7       | Olympique Lillois      | 31  | 30 | 14 | 3  | 13 | 56 | 46 | +10 |  |                           |
| 8       | Excelsior Roubaix      | 31  | 30 | 13 | 5  | 12 | 51 | 48 | +3  |  |                           |
| 9       | Olympique Marsylia     | 31  | 30 | 13 | 5  | 12 | 76 | 72 | +4  |  | Zwycięzca Coupe de France |
| 10      | Stade Rennais          | 27  | 30 | 11 | 5  | 14 | 57 | 49 | +8  |  |                           |
| 11      | SC Fives               | 25  | 30 | 12 | 1  | 17 | 45 | 61 | -16 |  |                           |
| 12      | Red Star Olympique     | 23  | 30 | 8  | 7  | 15 | 58 | 72 | -14 |  |                           |
| 13      | Olympique Alès         | 23  | 30 | 10 | 3  | 17 | 52 | 73 | -21 |  |                           |
| 14      | FC Antibes             | 23  | 30 | 8  | 7  | 15 | 49 | 80 | -31 |  |                           |
| 15      | SO Montpellier         | 17  | 30 | 7  | 3  | 20 | 37 | 86 | -49 |  | Spadek do Division 2      |
| 16      | SC Nîmes               | 15  | 30 | 5  | 5  | 20 | 35 | 67 | -32 |  | Spadek do Division 2      |

## Awans do Division 1
- FC Metz
- US Valenciennes-Anzin

## Najlepsi strzelcy
| Miejsce | Piłkarz        | Narodowość           | Klub                   | Gole |
| ------- | -------------- | -------------------- | ---------------------- | ---- |
| 1       | André Abegglen | Szwajcaria           | FC Sochaux Montbéliard | 30   |
| 2       | Roger Courtois | Francja · Szwajcaria | FC Sochaux Montbéliard | 29   |
| 3       | Franz Weselik  | Austria              | FC Mulhouse            | 24   |
| 4       | Joseph Alcazar | Francja              | Olympique Marsylia     | 22   |
| -       | Jean Secember  | Francja              | Excelsior Roubaix      | 22   |